# Бутра, Виктор Александрович
Виктор Александрович Бутра (бел. Віктар Аляксандравіч Бутра, род. 7 апреля 1944, Сарапул, Удмуртская АССР, РСФСР) — белорусский фотограф-документалист, врач.

## Биография
Виктор Бутра родился в городе Сарапул в 1944 году. Отец — Александр Петрович Бутра (1919—1992 гг.) окончил Молотовский государственный университет, с 1948 года преподавал в технических ВУЗах города Риги, руководил кафедрой физики в одном из них. Мать — Вера Викторовна, в девичестве — Шестерикова (1918—2009 гг.), по образованию геолог, но после приезда в Латвию по специальности не работала.
Детские и юношеские годы Виктора прошли в Латвии. Увлекался радиоэлектроникой, в старших классах был призёром городских и республиканских соревнований по волейболу, легкой атлетике и скоростному бегу на коньках. Учился на лечебном факультете Рижского медицинского института (1961—1963 гг.), затем в Витебском медицинском институте (1963—1968 гг.); окончил клиническую ординатуру при Львовском мединституте, курсы повышения квалификации в Москве, Ленинграде, Минске. Специализация и область научного интереса — онкоморфология.
Живёт в посёлке Лесной Минской области.

## Творчество
Техникой фотографии овладел самостоятельно.
В творческой фотографии с 1960-х годов. Первые снимки, экспонировавшиеся позднее на выставках, были созданы ещё в студенческие (1962−1968) годы. Среди этих работ: «O, tempora! O, mores!», «Портреты Таисии Авиловой», «Вдохновение дантиста», «Холодный пляж», «Ценитель» и др., серии «В Псково-Печорском монастыре», «Беда», часть цикла «Село глазами горожанина».
Член фотоклуба «Мінск» с 1974 года. Руководитель фотоклуба, Евгений Козюля, писал в 2004-м году: «Философия работ Виктора Бутры формировалась на протяжении всей его творческой деятельности, начиная с 1957 года, когда были сделаны первые фотографии. Большое влияние на увлечение фотографией в начале 1960-х гг. оказало издаваемое в Праге ревю „Фотография“. Публикуемые в нём материалы давали возможность для самооценки и совершенствования творчества. Этому способствовало и вступление в фотоклуб „Мінск“, в котором всегда царила атмосфера дружеской критики и взаимоуважения. В результате Виктор Бутра фактически возглавил в фотоклубе направление, которое можно охарактеризовать как психологическая фотография („Вдохновение дантиста“, „Трагический исход“, „По воду“). Это не мешало ему быть и лириком („Ромашка“, „Буковый лес“, серия работ „Пляж“).»
Участник республиканских и международных фотографических выставок и конкурсов (Беларусь, Болгария, Великобритания, Германия, Латвия, Литва, Польша, Россия, Румыния, Украина, Шри-Ланка, Эстония).
Член Белорусского общественного объединения фотографов.

## Выставки
- Без названия — персональная [Витебск, главный корпус ВГМИ, 1966]
- Простые сюжеты — персональная [Минск, галерея NOVA, 2004]
- Областная фотовыставка к 100-летию со дня рождения В. И. Ленина [Витебск, 1970 (1969?)] — 1-я премия
- Первая республиканская выставка работ фотолюбителей [Минск, 1970] — Приз ЦК ЛКСМБ
- Фотоюморина [Одесса/УССР, 1976] — Диплом, приз
- 11-й Международный салон фотоискусства [Бухарест/Румыния, Sala Dalles, 1977]
- Янтарный край-77 [Шауляй/ЛитССР, музей «Аушра», 1977]
- Мир современника-79 [Гродно, 1979] — Медаль, диплом
- Мини-фото-Радуга-79 [Могилев, 1979] — Диплом 3-й степ.
- 5-я международная фотовыставка INTERCLUB’80 [Potsdam/DDR, 07.1980]
- Фотографируют медики [Могилев, 1980]
- Фотографика’81 [Минск, Дворец искусств, 1981][4]
- 4-я международная фотовыставка ФОТОСМЯХ’81 [Габрово/Болгария, Дом юмора и сатиры, 05-09.1981] — FIAP Honorary Mention
- Мини-фото-82 [Могилев, 1982]
- 28th International Exhibition of Photography [Colombo/Sri Lanka, Lionel Wendt Memorial Gallery, 11.1982]
- Янтарный край-83 [Шауляй/ЛитССР, 1983]
- Kolegos (Коллеги) [Шауляй/ЛитССР, 1983]
- Мир — детям [Евпатория/УССР, 1990] — Диплом 3-й степ.
- Искусство фотографии [Москва, ВДНХ СССР, павильон «Советская печать», 08.1991]
- Twinned Cities Exhibition [Nottingham/Great Britain, 1992]
- Мінскі форум’95 [Минск, Дворец искусств, 04.1995]
- Таинство Материнства [Минск, Музей современного изобразительного искусства, 03.2000]
- Фотография «решающего момента»: белорусский вариант [Минск, галерея NOVA, 2000][5]
- Рэтра-2 [Мінск, Нацыянальны музей гісторыі i культуры Беларусі, 08-09. 2000]
- Частная история коллектива [Минск, галерея NOVA, 2000]
- Беларускі шлях Яна Булгака [Гродно, 2002; Warszawa/Polska, Stara Kordegarda, sierpien 2002]
- «Диктатура тела» [Минск, галерея NOVA, 2002]
- «ПроФотоАрт-2002» [Минск, галерея NOVA, 12.2002-01.2003][6]
- NOVA TOP 40 [Минск, галерея NOVA, 12.2006-01.2007]
- 2-й международный съезд фотоклубов [Taurage/Lietuva, MKC, 05.2009]
- «Фатаграфічная палітра» [Мінск, Музей гісторыі горада Менска, 2012]
- Минская школа фотографии 1960-е — 2000-е гг. [СПб/Россия, Государственный музейно-выставочный центр РОСФОТО, 2014][7]
- «Архіў цела/цела архіва» [Мінск, Мемарыяльны музей-майстэрня Заіра Азгура, 4.09-6.10.2018][8][9]
- 59/82. «Адкрытыя звесткі беларускай фатаграфіі» [Мінск, Галерэя «Ў», 06.09-06.10.2018][10]
- «Дзявочы вечар» [Мінск, Галерэя «Ў», 06.09-06.10.2018][11]
- «Особенная фотография» [Минск, Музей истории белорусского кино, 2018 год][12][13][14]
- «Простые сюжеты 3» — персональная ретроспективная фототовыставка [Минск, галерея национальной библиотеки Беларуси, 2024.10.30]

## Публикации
- FOTOKINO-magazin, 1977, № 11, s.338
- FOTOKINO-magazin, 1980, № 4, s.107
- Introducing amateur photographers of the Photoclub «Minsk» [Soviet woman, 1982, № 2, 3rd p. of cover]
- Почырк Віктара Бутры [Літаратура i мастацтва, 08.08.1986, № 32, ст.16, Юрый Буйніч]
- Суб’ектыўны аб’ектыў [Беларусь, 1986, № 11, 3-я ст. вокладкі]
- Фотография [Минск, изд-во Беларуская Энцыклапедыя, 1992, стр.196]
- Жизни зыбкие качели [Беларусь, 2000, № 8, стр.36-37, Ю.Васильев]
- Мастацтва, [2000, № 10, ст.33-34]
- Виктор Бутра «Простые сюжеты» [Библиофакт, 2004, апрель-июнь, стр.28-29, Евгений Козюля]
- Імгненне на стужцы імклівага часу [Фотомагия, 2007, № 1, ст.52]
- Народны фотаклуб «Мінск». Фатаграфіі (альбом) [Мінск, 2010, ст.40,41,] ISBN 978-985-6893-31-8
- На прывязі імгнення [Мастацтва, 2011, № 2, ст.56, 3-я ст. вокладкі, Уладзімір Парфянок]
- Благодаря и вопреки [Монолог (альманах), 2012, вып.16, стр.227-253,284, Виктор Бутра][15]
- Минская школа фотографии Коллекция РОСФОТО (альбом) [СПб, изд-во «А-Я», 2014, стр.44-47, 54-55][16]
- Прэс-фота Беларусі 2012 (альбом) [2012, ст.157-165,] ISBN 978-609-95360-3-3
- Решающий момент. Книга отзывов и вызовов [Творческая фотография в Беларуси, 2014, стр.54-61, Дмитрий Король,] ISBN 978-985-6893-57-8
- Частная история коллектива [Творческая фотография в Беларуси, 2014, стр.62-71, Дмитрий Король,] ISBN 978-985-6893-57-8
- Галерея NOVA: непотопляемый фантом? [Творческая фотография в Беларуси, 2014, стр.235-237, Дарья Амелькович, Владимир Парфенок,] ISBN 978-985-6893-57-8
- The History of Belarusian Photography 1970—2000 [The History of European Photography 1970—2000 — 1, Slovakia, 2016, pp. 49,52,53,60, Inna Reut,] ISBN 978-80-85739-70-1
- Жизнь с чистого листа [Вячеслав Захаринский (альбом), изд-во «Четыре четверти», 2016, стр.6, Саша Варламов,] ISBN 978-985-581-039-2
- Фатаграфія — гэта эмацыйны ўсплёск [Культура, 08.09.2018, № 36, ст.7, Дар’я Амяльковіч][17]

## Награды
- 1986 — 2-я премия на конкурсе «Суб’ектыўны аб’ектыў»
- 1987 — медаль лауреата 2-го Всесоюзного фестиваля народного творчества
- 2014 — Почётная грамота БОО «Фотоискусство»
- 2017 — прэмія МФМ «За ўнёсак у развіццё беларускай фатаграфіі»[18]